# 11:11 (álbum de Rodrigo y Gabriela)
| Críticas profissionais | Críticas profissionais |
| Avaliações da crítica  | Avaliações da crítica  |
| Fonte                  | Avaliação              |
| ---------------------- | ---------------------- |
| Allmusic               | [ 1 ]                  |
| Metacritic             | (81/100)               |
| MusicOMH               | [ 3 ]                  |
| NME                    | [ 4 ]                  |
| Spin                   | [ 5 ]                  |
| Billboard              | favorável              |

11:11 é o terceiro álbum da dupla de violonistas mexicanos Rodrigo y Gabriela.

## O Álbum
- O álbum é composto por 11 músicas de 11 artistas/bandas que inspiraram a dupla.

- A canção "Santo Domingo" foi escolhida "Starbucks iTunes Pick of the Week" em 10 de Novembro de 2009.[7]

## Faixas
Todas as músicas foram compostas por Rodrigo y Gabriela
| N.º            | Título                        | Dedicado a      | Duração |  |
| 1.             | "Hanuman"                     | Carlos Santana  | 3:43    |  |
| 2.             | "Buster Voodoo"               | Jimi Hendrix    | 4:24    |  |
| 3.             | "Triveni"                     | Le Trio Joubran | 3:55    |  |
| 4.             | "Logos"                       | Al Di Meola     | 2:50    |  |
| 5.             | "Santo Domingo"               | Michel Camilo   | 4:02    |  |
| 6.             | "Master Maqui"                | Paco de Lucía   | 5:05    |  |
| 7.             | "Savitri"                     | Shakti          | 3:46    |  |
| 8.             | "Hora Zero"                   | Ástor Piazzolla | 5:24    |  |
| 9.             | "Chac Mool"                   | Jorge Reyes     | 1:51    |  |
| 10.            | "Atman (feat. Alex Skolnick)" | Dimebag Darrell | 5:50    |  |
| 11.            | "11:11"                       | Pink Floyd      | 4:49    |  |
| Duração total: | Duração total:                | Duração total:  | 45:39   |  |

## Músicos
- Rodrigo Sánchez – acoustic guitar, ukulele, oud, cajón
- Gabriela Quintero – acoustic guitar, ukulele, oud, darbuka

### Músicos Convidados
- Jorge Strunz – solo de guitarra acustica (canal direito) em "Master Maqui"
- Ardeshir Farah – solo de guitarra acustica (canal esquerdo) em "Master Maqui"
- Alex Skolnick – Solo de guitarra elétrica em "Atman"
- Edgardo Pineda Sanchez – piano em "11:11"

## Desempenho nas Paradas Musicais

### Álbum
| Chart                           | Peak position |
| ------------------------------- | ------------- |
| Belgium Albums Chart (Flanders) | 12            |
| Belgium Albums Chart (Wallonia) | 27            |
| French Albums Chart             | 20            |
| Swiss Albums Chart              | 55            |
| UK Albums Chart                 | 46            |
| Ireland Albums Top 100          | 9             |

#### Na Billboard Americana
| Ano  | Ranking                | Posição | Ref.   |
| ---- | ---------------------- | ------- | ------ |
| 2009 | The Billboard 200      | #34     | [ 11 ] |
| 2009 | Top World Albums       | #1      | [ 11 ] |
| 2009 | Top Rock Albums        | #12     | [ 11 ] |
| 2009 | Top Independent Albums | #3      | [ 11 ] |

## Prêmios e Indicações
| Ano  | Prêmio             | Categoria/Indicação           | Resultado | Ref.   |
| ---- | ------------------ | ----------------------------- | --------- | ------ |
| 2010 | NAACP Image Awards | Outstanding World Music Album | Indicado  | [ 12 ] |